# Portada/efemèride març 18
Adrienne Bolland
« 17 de març · 18 de març · 19 de març »